# Accipere iudicium
Accipere iudicium – w rzymskim procesie formułkowym przyjęcie przez pozwanego formułki zawierającej oznaczenie sędziego oraz warunki, pod jakimi miało nastąpić rozstrzygnięcie sporu. Formułkę sporządzoną przez pretora przekazywał (edere iudicium) pozwanemu powód.
Przyjęcie formułki oznaczało zgodę na osobę wyznaczonego sędziego i zasady rozstrzygania oraz ugruntowywało spór między stronami. Kończyło to etap postępowania przed pretorem (in iure). Z tą chwilą następowało litis contestatio.